# بحوث السرطان

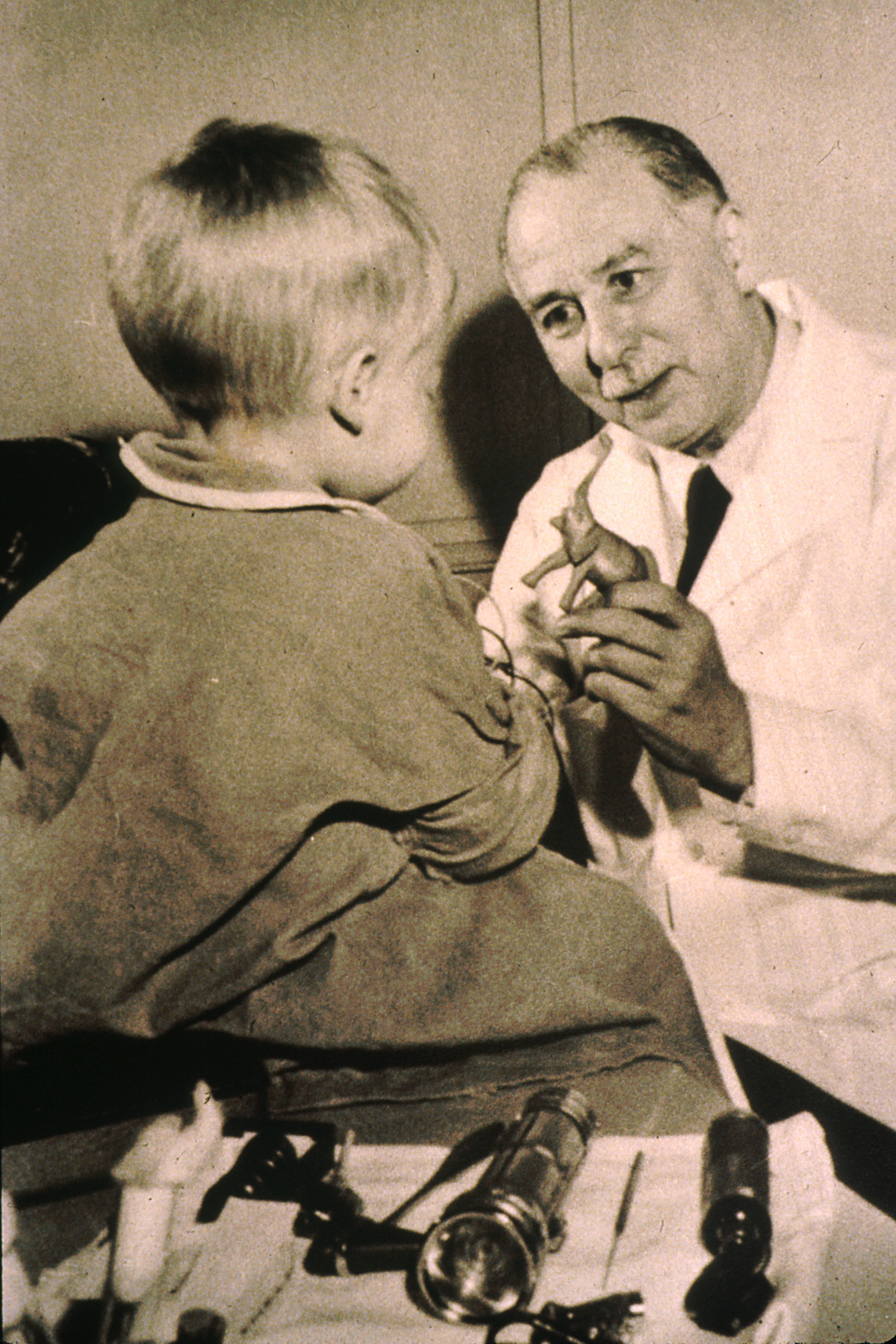
يعتبر سيدني فاربر أبًا للعلاج الكيميائي الحديث.

بحوث السرطان (بالإنجليزية: Cancer research)‏ هي أبحاث في السرطان لتحديد أسبابه ووضع إستراتيجيات للوقاية والتشخيص والعلاج والشفاء.
تتراوح أبحاث السرطان من علم الأوبئة وعلم الأحياء الجزيئي إلى أداء التجارب السريرية لتقييم ومقارنة تطبيقات العلاجات المختلفة للسرطان، وتشمل هذه التطبيقات: الجراحة والعلاج الإشعاعي والعلاج الكيميائي والعلاج الهرموني والعلاج المناعي وطرق العلاج المشترك مثل العلاج الإشعاعي الكيميائي، بدءًا من منتصف التسعينات تحول التركيز في البحوث السرطانية السريرية إلى العلاجات المستمدة من أبحاث التكنولوجيا الحيوية، مثل العلاج المناعي للسرطان والعلاج الجيني.
يتم إجراء بحوث السرطان في الأوساط الأكاديمية ومعاهد البحث وبيئات الشركات وهي ممولة من الحكومة إلى حد كبير.

## التاريخ
بحوث السرطان مستمرة منذ قرون، ركزت الأبحاث المبكرة على أسباب السرطان. حدد بيرسيفال بوت أول محفز بيئي (سناج المدخنة) للسرطان في عام 1775 وتم تحديد تدخين السجائر كسبب لسرطان الرئة في عام 1950. ركز العلاج المبكر للسرطان على تحسين التقنيات الجراحية لإزالة الأورام، ترسخ العلاج الإشعاعي في القرن العشرين، وطُوِّر العلاج الكيميائي طوال القرن العشرين.
أعلنت الولايات المتحدة الحرب على السرطان في السبعينيات وزادت التمويل والدعم لأبحاث السرطان.

## أنواع البحوث
تشمل بحوث السرطان مجموعة متنوعة من الأنواع ومجالات البحث متعددة التخصصات، يمكن تدريب العلماء المشاركين في بحوث السرطان في مجالات مثل الكيمياء والكيمياء الحيوية والبيولوجيا الجزيئية وعلم ظائف الأعضاء والفيزياء الطبية وعلم الأوبئة والهندسة الطبية الحيوية، يُشار إلى البحث الذي يتم إجراؤه على المستوى التأسيسي بأنه البحث الأساسي ويهدف إلى توضيح المبادئ والآليات العلمية، بينما يهدف البحث المترجم إلى توضيح آليات تطور السرطان وتطوره وتحويل النتائج العلمية الأساسية إلى مفاهيم يمكن تطبيقها على علاج السرطان والوقاية منه، يُكرَّس البحث السريري لتطوير الأدوية والعمليات الجراحية والتقنيات الطبية للعلاج النهائي للمرضى.

### سبب وتطور السرطان

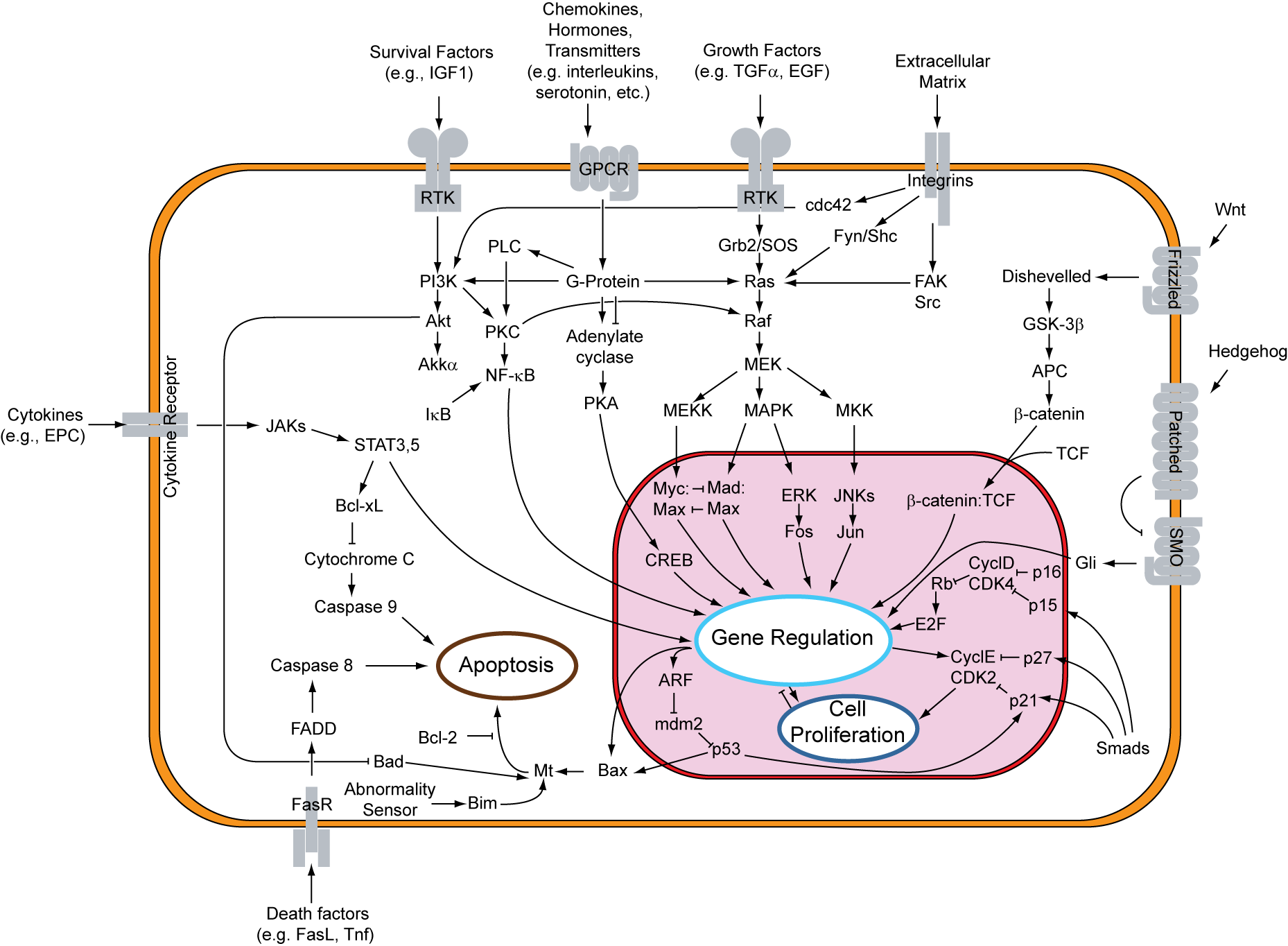
يتم تعطيل العديد من مسارات تأشير الخلايا في تطور السرطان.

يتضمن البحث في سبب السرطان العديد من التخصصات المختلفة بما في ذلك الوراثة والنظام الغذائي والعوامل البيئية (مثل المواد المسرطنة الكيميائية)، فيما يتعلق بالتحقيق في الأسباب والأهداف المحتملة للعلاج يبدأ المسار المستخدم بالبيانات التي تم الحصول عليها من الملاحظات السريرية ويدخل في البحث الأساسي، وبمجرد الحصول على نتائج مقنعة ومؤكدة بشكل مستقل يبدأ البحث السريري بما في ذلك التجارب المصممة بشكل مناسب على الموافقة على الإنسان الموضوعات بهدف اختبار سلامة وكفاءة طريقة التدخل العلاجي، جزء مهم من البحث الأساسي هو توصيف الآليات المحتملة لتسرطن فيما يتعلق بأنواع التغيرات الجينية والتغيرات الجينية المرتبطة بتطور السرطان، غالبًا ما يتم استخدام الفأرة كنموذج للثدي للتلاعب بوظيفة الجينات التي تلعب دورًا في تكوين الورم، في حين يتم فحص الجوانب الأساسية لبدء الورم مثل الطفرات في ثقافات البكتيريا وخلايا الثدييات.

#### الجينات متضمنة في السرطان
الهدف من علم الأورام السرطانية هو تحديد الجينات الجديدة للأورام السرطانية أو الجينات الكابتة للأورام التي قد توفر رؤى جديدة في تشخيص السرطان والتنبؤ بالنتائج السريرية للسرطان وأهداف جديدة لعلاجات السرطان، كما ذكر مشروع جينوم السرطان في مقال مراجعة عام 2004 «كان الهدف الرئيسي لبحوث السرطان هو تحديد الجينات المحورة التي تكون متورطة سببيًا في تكوين الأورام (جينات السرطان).» يُعد مشروع أطلس جينوم السرطان جهدًا ذا صلة بالتحقيق في التغيرات الجينومية المرتبطة بالسرطان، في حين اكتسبت وثائق قاعدة بيانات COSMIC لسرطان الطفرات الجينية من مئات الآلاف من عينات سرطان الإنسان.
حددت هذه المشاريع واسعة النطاق التي تضم حوالي 350 نوعًا مختلفًا من السرطان حوالي 130.000 طفرة في 3000 جين تقريبًا تم تحورها في الأورام، حدثت الغالبية في 319 جينًا من بينها 286 جينًا كابتًا للورم و 33 جينًا ورميًا.
يمكن للعديد من العوامل الوراثية أن تزيد من فرصة حدوث طفرات مسببة للسرطان بما في ذلك تنشيط الجينات الورمية أو تثبيط الجينات الكابتة للورم، يمكن تعطيل وظائف جينات الأورام الكابتة للورم في مراحل مختلفة من تطور الورم، يمكن استخدام الطفرات في هذه الجينات لتصنيف الورم الخبيث للورم.
في مراحل قادمة يمكن للأورام أن تُظهر مقاومة لعلاج السرطان، إن تحديد الجينات الورمية وجينات كبت الورم مهم لفهم تطور الورم ونجاح العلاج، قد يختلف دور جين معين في تطور السرطان بشكل كبير اعتمادًا على مرحلة السرطان ونوعه.

### الاكتشاف
يعد الكشف الفوري عن السرطان أمرًا مهمًا حيث يصعب علاجه عادةً في مراحل متقدمة، كما يُعد الكشف الدقيق عن السرطان مهمًا أيضًا لأن الإيجابيات الكاذبة يمكن أن تسبب ضررًا من الإجراءات الطبية غير الضرورية، بعض بروتوكولات الفحص غير دقيقة حاليًا (مثل اختبار المستضد البروستاتي النوعي)، البعض الآخر مثل تنظير القولون أو تصوير الثدي الشعاعي غير سارة ونتيجة لذلك قد يختار بعض المرضى الانسحاب، البحث النشط جار لمعالجة جميع هذه المشاكل.  

### العلاج
تشمل الموضوعات الناشئة لأبحاث علاج السرطان:
- اللقاحات المضادة للسرطان
  - آكل الورم (أونكوفاج)[6]
  - Sipuleucel-T (Provenge) هو لقاح لسرطان البروستاتا
- أشكال أحدث للعلاج الكيميائي
- العلاج الجيني[7][8][9]
- العلاج الضوئي
- العلاج الإشعاعي
- فيروسات تنفسية معوية يتيمة (Reolysin العلاج بالعقاقير)
- العلاج الموجه
- يمكن للخلايا الفاتكة الطبيعية أن تحفز الذاكرة المناعية. يجري تطوير الأبحاث لتعديل إجراءاتها ضد السرطان.[10]

## تمويل البحوث
يتم تمويل أبحاث السرطان من خلال المنح الحكومية والمؤسسات الخيرية وشركات الأدوية والتكنولوجيا الحيوية.
في أوائل العقد الأول من القرن الحادي والعشرين جاء معظم التمويل لأبحاث السرطان من دافعي الضرائب والجمعيات الخيرية وليس من الشركات، في الولايات المتحدة تم تمويل أقل من 30% من جميع أبحاث السرطان من قبل باحثين تجاريين مثل شركات الأدوية. بالنسبة للفرد كان الإنفاق العام على أبحاث السرطان من قبل دافعي الضرائب والجمعيات الخيرية في الولايات المتحدة خمسة أضعاف ما كان عليه في 2002-2003 من الإنفاق العام من قبل دافعي الضرائب والجمعيات الخيرية في 15 دولة كانت أعضاء كاملي العضوية في الاتحاد الأوروبي، كنسبة مئوية من الناتج المحلي الإجمالي كان التمويل غير التجاري لأبحاث السرطان في الولايات المتحدة أربعة أضعاف المبلغ المخصص لأبحاث السرطان في أوروبا، يتم تمويل نصف أبحاث السرطان غير التجارية في أوروبا من قبل المنظمات الخيرية.
المعهد الوطني للسرطان هو مؤسسة التمويل الرئيسية في الولايات المتحدة، وفي السنة المالية 2016 وصل تمويله إلى 5.2 دولارمليار في أبحاث السرطان.

## الصعوبات
يتم تقاسم الصعوبات الملازمة لأبحاث السرطان مع العديد من أنواع البحوث الطبية الحيوية.
وقد انتُقِدت عمليات أبحاث السرطان، وتشمل هذه الموارد -وخاصة في الولايات المتحدة- الموارد المالية والمناصب المطلوبة لإجراء البحوث، يبدو أن العواقب الأخرى للمنافسة على موارد البحث هي عدد كبير من المنشورات البحثية التي لا يمكن تكرار نتائجها .

## مشاركة العامة
يمكن للمرء مشاركة وقت الحاسوب لمشاريع بحوث السرطان الموزعة مثل «ساعد في قهر السرطان Help Conquer Cancer». شبكة المجتمع العالمي لديها أيضًا مشروع يسمى «ساعد في هزيمة السرطان Help Defeat Cancer»، وتشمل المشاريع الأخرى ذات الصلة مشروع فولدنغ@هوم وروستا آت هوم اللذين يركزان على أبحاث تطوي البروتين والتنبؤ بهيكل البروتين.
يمكن لأفراد العامة أيضًا الانضمام إلى التجارب السريرية كمواضيع مراقبة صحية أو لطرق الكشف عن السرطان.

## سيادة بحوث السرطان

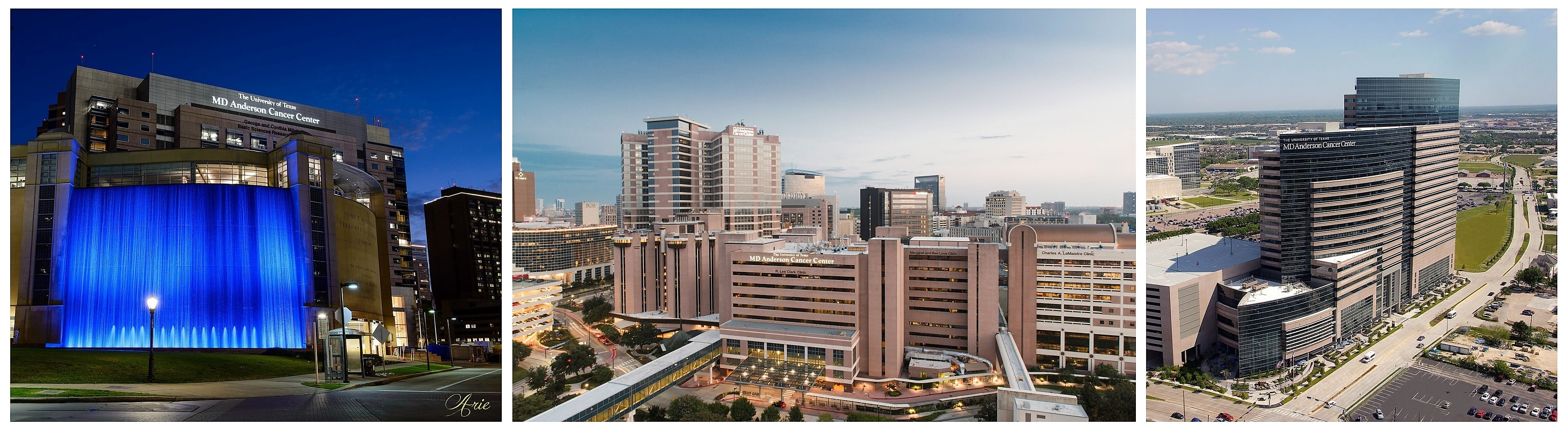
صُنِّف مركز إم دي أندرسون للسرطان كواحدٍ من أفضل مؤسسات بحوث السرطان.

نمت بحوث السرطان بشكل كبير كما يتضح من عدد السجلات التي تمت فهرستها في قاعدة بيانات مدلاين، ففي الخمسينات كانت نسبة المدخلات المتعلقة بالسرطان حوالي 6% من جميع المدخلات وارتفعت هذه إلى 16% في عام 2016. قد يُعزى هذا الارتفاع إلى تأثير التطورات العلمية مثل الجينوم والحوسبة والرياضيات، والتي كان لها تأثير أقوى في السرطان مقارنةً بمجالات أخرى مثل أمراض القلب والأوعية الدموية.

## المنظمات

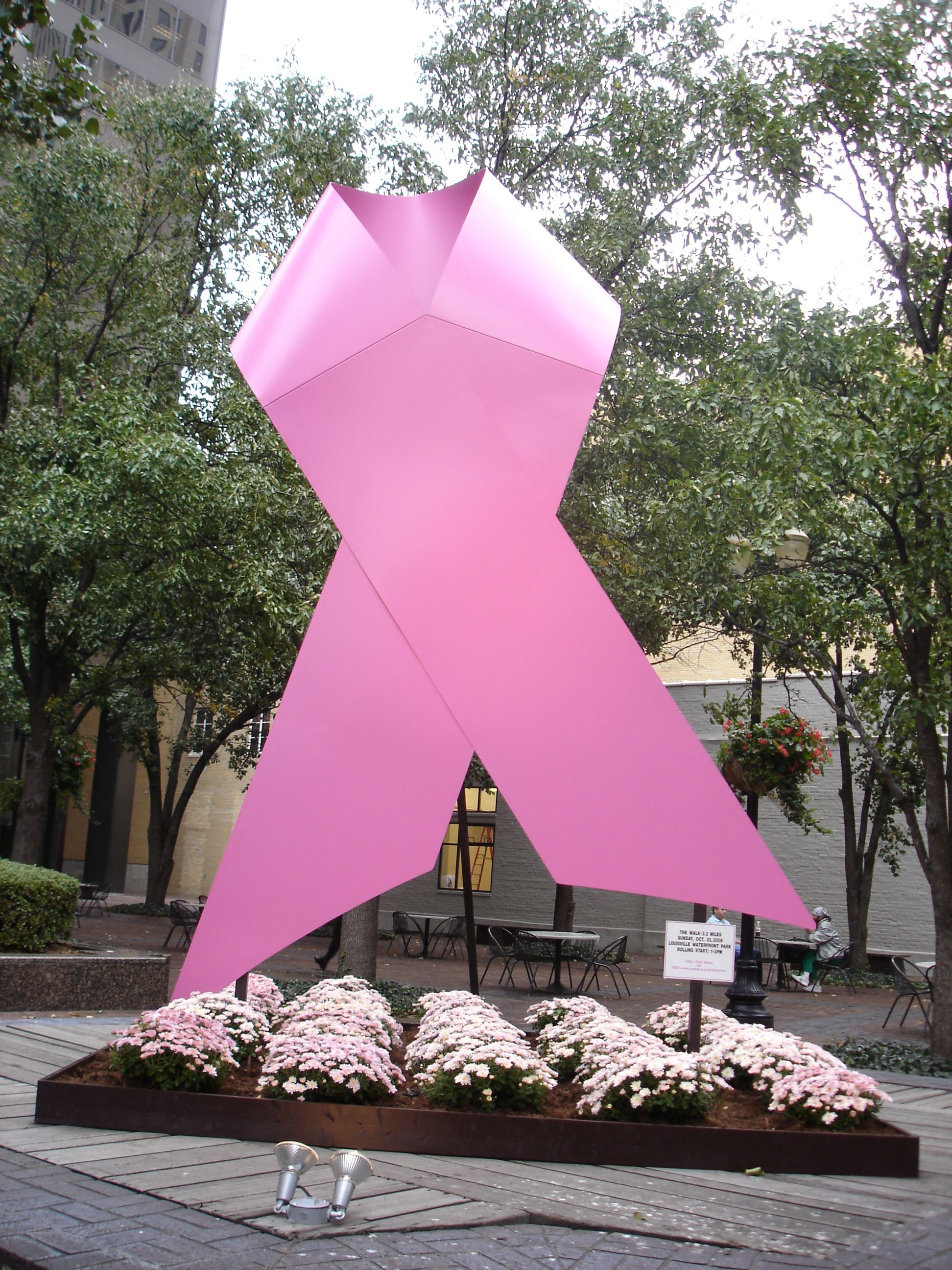
تمثال لشريط التوعية بسرطان الثدي بولاية كنتاكي.

تتواجد المنظمات كجمعيات للعلماء المشاركين في بحوث السرطان مثل الجمعية الأمريكية لأبحاث السرطان والجمعية الأمريكية لعلم الأورام السريري، وكأساسات للتوعية العامة أو جمع الأموال لأبحاث السرطان مثل تتابع مدى الحياة (Relay For Life) وجمعية السرطان الأمريكية.

### حملات التوعية
تبنَى أنصار أنواع مختلفة من السرطان شرائط توعية ملونة مختلفة ويروجون لشهور من السنة على أنها مخصصة لدعم أنواع معينة من السرطان. بدأت جمعية السرطان الأمريكية في الترويج لشهر أكتوبر باعتباره شهر التوعية بسرطان الثدي في الولايات المتحدة في الثمانينيات، تباع المنتجات الوردية لتوليد الوعي وجمع الأموال للتبرع بها لأغراض البحث، وقد أدى ذلك إلى الغسيل الوردي (تحول بيع المنتجات العادية إلى اللون الوردي كترويج للشركة).

## روابط خارجية
- مشروع تشريح الجينوم السرطاني @ NIH
- برنامج بيولوجيا السرطان التكاملي @ المعهد الوطني للسرطان